# Giovanni Bruno
Giovanni Bruno (Napoli, 26 luglio 1956) è un giornalista e conduttore televisivo italiano.

## Biografia
Inizia a fare giornalismo a fine anni '70 nelle riviste Mare 2000 e Yachting italiano. Nel 1982 approda in Rai per seguire per i TG e le trasmissioni sportive l'avventura di Azzurra nella Coppa America di vela, poi nel 1988 passa a Telecapodistria dove cura le trasmissioni Sportime e Obiettivo Sci. Nel 1991 a Italia 1 inventa il notiziario sportivo Studio Sport ed è capostruttura Fininvest al Giro d'Italia quando viene trasmesso su Italia 1. Nel 1997 viene nominato vicedirettore di Rai Sport dall'allora direttore Fabrizio Maffei e nel 1999 ne diventa direttore. 
Nel 2003 passa a Sky ed assume la carica di direttore di Sky Sport fino al 2007, poi ne diventa responsabile eventi speciali. La sua carriera si svolge a fianco di Massimo Corcione, che dal 2004 coordina le attività editoriali di Sky Sport, Sky Sport 24 e sport.sky.it. Dal 2007 al 2013 Corcione assume carica di direttore di Sky Sport, per poi prendere una pausa di tre anni. Durante questo periodo (2013-2016) Bruno lo sostituisce come direttore ad interim.  
Dal 9 marzo 2016, con il ritorno di Corcione alla piena attività, Bruno lo affianca come condirettore.